# Saint-Thierry
Saint-Thierry é uma comuna francesa na região administrativa do Grande Leste, no departamento de Marne. Estende-se por uma área de 7.59 km², e possui 618 habitantes, segundo o censo de 2018, com uma densidade de 81 hab/km².